# Anne Catherine Hof Blinks
Anne Catherine Hof Blinks (1903 – 1995) è stata una botanica statunitense.

## Biografia
La Hof Blinks si dedicò principalmente allo studio delle alghe. Inoltre, si dedicò a ricerche e prove di replicazione di tessuti storici e preistorici.